# 샹산구 (신주시)

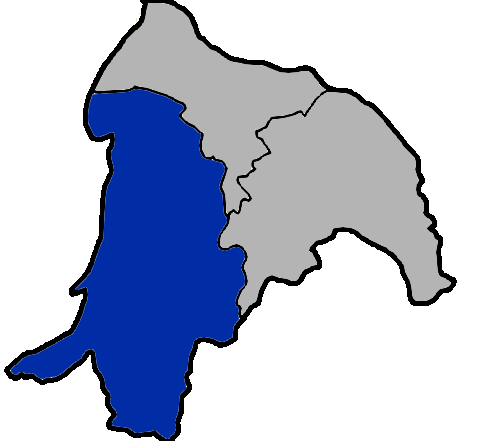
샹산 구의 위치

샹산구(한국어: 향산구, 중국어: 香山區, 병음: Xiāngshān Qū)는 중화민국 신주 시의 시할구이다. 넓이는 9.2878km2이고, 인구는 2015년 8월 기준으로 76,592명이다.

## 지리
신주 시의 남서부에 위치한다. 북쪽으로 신주 시 베이 구, 동쪽으로 둥 구, 동남쪽으로 신주 현 바오산 향, 남쪽으로 먀오리 현 주난 진과 접한다.

## 교육
- 중화 대학
- 쉬안짱 대학
- 위안페이 과기대학

## 교통
- 타이완 철로관리국 종관선
- 국도 3호선